# Старая Рудица
Ста́рая Ру́дица (бел. Ста́рая Ру́дзіца) — деревня в Боровском сельсовете Дзержинского района Минской области. Находится в 43 километрах от Минска, в 5 километрах от Дзержинска, в 6 километрах от железнодорожной станции Негорелое и 4 километрах от пассажирской платформы Клыповщина. Деревня находится у склона Минской возвышенности, в деревне река Самотечь впадает в реку Перетуть.

## История
Деревня Старая Рудица, известна с XVI века как Рудица (Старая Рудица). В 1588 года принадлежала Радзивиллам, входила в Койдановское графство. Возле деревни были места для разведения рыбы, водяные мельницы и 54 волоки земли. С 1793 года в Койдановской волости. После второго раздела Речи Посполитой (1793 год) в составе Российской империи. В 1800 году в составе Минского уезда Минской губернии, насчитывалось 40 дворов, проживали 305 жителей, действовала мельница на реке Перетуть, находилась во владении князя Доминика Радзивилла. В середине XIX века принадлежала помещику И. Абламовичу. В 1865 году открыта церковно-приходская школа, где училось 37 мужчин. В 1881 году была открыта Свято-Преображенская церковь (построена в 1756 году). В конце XIX века в церкви служил священник Владимир Кветковский, в Рудицком народном училище учителем был Иван Иванович Дарашкевич.  В 1897 году, по данным первой всероссийской переписи населения, в деревне насчитывались 27 дворов, 175 жителей. В 1909 году в имении Рудица насчитывался 1 двор, 32 жителя, в деревне Рудица — 5 дворов, 60 жителей, в фольварке Рудица — 1 двор, 10 жителей, в застенке Рудица — 3 двора, 51 житель. 
С 9 марта 1918 года в составе провозглашённой Белорусской Народной Республики, однако фактически находилась под контролем германской военной администрации. С 1 января 1919 года в составе Советской Социалистической Республики Белоруссия, а с 27 февраля того же года в составе Литовско-Белорусской ССР, летом 1919 года деревня была занята польскими войсками, после подписания рижского мира — в составе Белорусской ССР. 
С 20 августа 1924 года в составе Боровского сельсовета (который с 23 марта 1932 года по 14 мая 1936 года являлся национальным польским сельсоветом) Койдановского района (с 29 июня 1932 года — Дзержинского) Минского округа, с 20 февраля 1938 года — в составе Минской области, с 31 июля 1937 года по 4 февраля 1939 года в составе Минского района. В 1926 году, по данным первой всесоюзной переписи населения, насчитывалось 30 дворов, 57 жителей (деревня); 3 двора, 11 жителей (фольфарк); 30 дворов, 147 жителей (застенок); 19 дворов, 100 жителей (посёлок Рудица-1); 11 дворов, 43 жителя (посёлок Рудица-2); 5 дворов, 25 жителей (посёлок Рудица-3). В годы коллективизации был создан колхоз «X съезд Советов», который обслуживала Койдановской МТС, работала колхозная кузница.
В Великую Отечественную войну, с 28 июня 1941 года по 7 июля 1944 года деревня находилась под немецкой оккупацией, немцы сожгли все 20 домов, которые имелись в Старой Рудице, убив также 12 мирных жителей, ещё 12 жителей погибли на фронтах войны. После войны деревня была восстановлена.
В 1952 году было исследовано А.Р. Митрофановым городище, местное название которого — Замок и находится в 0,5 километрах западнее деревни. Городище, было открыто ещё в 1929 году, когда его обнаружил, после небольших раскопок А.М. Левданский. Площадка 52 на 48 квадратных метров с трёх сторон укреплена подковоподобными валами высотой 1,2−3,6 метров, ровом глубиной 2 метра и обрывом (5—6 метров) и также обнаружен въезд в городище с восточной стороны. Были выявлены два этапа постройки оборонительных сооружений, выявлены огнища, остатки жилых построек, изделия из железа и глины. Городище датируется 1 веком до нашей эры.
В 1960 году в Старой Рудице проживали 162 жителя, с 1969 года, деревня — центр колхоза имени Кирова, в 1984 году центром колхоза стала соседняя деревня Касиловичи. В 1991 году насчитывалось 79 хозяйств, проживали 254 жителя. По состоянию на 2008 год в составе СПК «Рудица», ранее действовала средняя школа, в настоящее время работают 2 продуктовых магазина, действует молочно-товарная ферма.

## Улицы
В Старой Рудице насчитывается 9 улиц и переулков:
- Центральная улица (бел. Цэнтральная вуліца);
- Шоссейная улица (бел. Шасэйная вуліца);
- Сельская улица (бел. Сельская вуліца);
- Красная улица (бел. Чырвоная вуліца);
- Зелёная улица (бел. Зялёная вуліца);
- Стадионная улица (бел. Стадыённая вуліца);
- Новая улица (бел. Новая вуліца);
- 1-й Шоссейный переулок (бел. 1-ы Шасэйны завулак);
- 2-й Шоссейный переулок (бел. 2-і Шасэйны завулак)

## Население
| Численность населения (по годам) | Численность населения (по годам) | Численность населения (по годам) | Численность населения (по годам) | Численность населения (по годам) | Численность населения (по годам) | Численность населения (по годам) | Численность населения (по годам) | Численность населения (по годам) | Численность населения (по годам) |
| 1800                             | 1897                             | 1909                             | 1926                             | 1940                             | 1960                             | 1991                             | 1996                             | 1999                             |                                  |
| -------------------------------- | -------------------------------- | -------------------------------- | -------------------------------- | -------------------------------- | -------------------------------- | -------------------------------- | -------------------------------- | -------------------------------- | -------------------------------- |
| 305                              | ↘ 175                            | ↘ 153                            | ↗ 383                            | ↘ 112                            | ↗ 162                            | ↗ 254                            | ↗ 275                            | ↗ 282                            |                                  |
| 2004                             | 2009                             | 2017                             | 2018                             | 2020                             | 2022                             |                                  |                                  |                                  |                                  |
| ↘ 281                            | ↗ 322                            | ↘ 294                            | → 294                            | ↘ 279                            | ↗ 283                            |                                  |                                  |                                  |                                  |

## Достопримечательности
- На деревенском кладбище, расположен установленный в 1967 году обелиск на могиле 12 мирных жителей, убитых немецко-фашистскими захватчиками 8 января 1943 года[8].
- В 0,5 километрах западнее от деревни, на левом береге реки Глинянка (приток реки Уса) расположено городище (местное название замок). Городище открыл в 1929 году А. М. Левданский, который провёл на площадке небольшие раскопки. В 1952 году А. Р. Митрофанов исследовал около 110 м² площади, сделал прорез вала и рва. Обнаружены два этапа постройки оборонных укреплений, выявлены огнища, руины жилищ, домница, изделия из железа и глины, бронзовые украшения и керамика. Городище относится к концу I века до н. э.[14].